# Turová, Zvolen
Turová este o comună slovacă, aflată în districtul Zvolen din regiunea Banská Bystrica. Localitatea se află la altitudinea de 335 m deasupra n.m., se întinde pe o suprafață de 6,98 km2 și în 2017 număra 415 locuitori.

## Istoric
Localitatea Turová este atestată documentar din 1424.

## Demografie
| An:                | 1994 | 2004   | 2014    | 2024   |
| ------------------ | ---- | ------ | ------- | ------ |
| Număr de persoane: | 358  | 352    | 416     | 450    |
| Diferență:         |      | −1,67% | +18,18% | +8,17% |

| An:                | 2023 | 2024   |
| ------------------ | ---- | ------ |
| Număr de persoane: | 454  | 450    |
| Diferență:         |      | −0,88% |